# Roaring Lion (häst)
Roaring Lion, född 11 mars 2015 i Kentucky, död 23 augusti 2019, var ett engelskt fullblod, mest känd för att ha utsetts till European Horse of the Year efter att ha segrat i Juddemonte International Stakes, Eclipse Stakes, Irish Champion Stakes och Queen Elizabeth II Stakes under 2018.

## Bakgrund
Roaring Lion var en gråskimmelhingst efter Kitten's Joy och under Vionnet (efter Street Sense). Han föddes upp av RanJan Racing Inc i Kentucky och såldes som ettåring på auktion på Keeneland i september 2016 för 160 000 dollar av bloodstockagenten David Redvers. Därefter köptes han av Qatar Racing och exporterades till England där han sattes i träning hos John Gosden i Newmarket, Suffolk. Han reds i alla sina löp utom ett av Oisin Murphy.
Roaring Lion tävlade mellan 2017 och 2018 och sprang in totalt 2 723 865 pund på 13 starter, varav 8 segrar, 1 andraplats och 2 tredjeplatser. Han tog karriärens största segrar i Royal Lodge Stakes (2017), Dante Stakes (2018), Eclipse Stakes (2018), International Stakes (2018), Irish Champion Stakes (2018) och Queen Elizabeth II Stakes (2018).

## Karriär

### Tvååringssäsongen 2017
Roaring Lion gjorde sin tävlingsdebut i ett mindre löp över en mile på Newmarket den 18 augusti där han reds av Harry Bentley. I löpet startade han som favoritspelad, och övertog ledningen en furlong från mål. Han segrade med 1 3/4 längd över Abandon Ship. Tre veckor senare startade Roaring Lion på Kempton Park Racecourse med 6 punds vikttillägg. Han tog ledningen två furlongs från mål och segrade med sex längder.
För sitt nästa löp steg Roaring Lion upp i klass i grupp 2-löpet Royal Lodge Stakes på Newmarket, och startade som andrahandsfavorit bakom Aidan O'Brien-tränade Nelson, som segrat i Juvenile Stakes. Roaring Lion övertog ledningen från Mildenberger, och höll sedan undan, och segrade över Nelson med en hals.
I sin sista start för säsongen startade Roaring Lion i Racing Post Trophy på Doncaster Racecourse den 28 oktober. Han låg länge långt bak i fältet men avancerade under löpet och övertog ledningen i sista sväng. Han blev slagen med en hals av Saxon Warrior.
I den officiella europeiska klassificeringen för 2017 blev Roaring Lion rankad som den tredje bästa tvååringen för säsongen bakom de irländsktränade hingstarna US Navy Flag och Saxon Warrior.

### Treåringssäsongen 2018
Roaring Lion började sin treåringssäsong med att starta som favorit i Craven Stakes den 19 april (ett förberedelselöp för 2000 Guineas), där han kom trea efter segrade Masar. Han startade även i 2000 Guineas där han kom på femte plats bakom Saxon Warrior, Tip Two Win, Masar och Elarqam. Han startade den 17 maj som spelfavorit i Dante Stakes på York Racecourse, där han segrade med fyra och en halv längd.
Den 3 juni 2018 startade Roaring Lion som andrahandsfavorit bakom Saxon Warior i Derby Stakes på Epsom Racecourse, där han slutade trea bakom Masar och Dee Ex Bee. Han lyckades dock segra i Eclipse Stakes på Sandown Park Racecourse den 7 juli.
Roaring Lion mötte återigen Saxon Warrior i International Stakes, som även inkluderade grupp 1-vinnarna Poet's Word, Thunder Snow, Benbatl, Latrobe och Without Parole. I löpet lång han länge på innerspår, men fick en lucka på upploppet och spurtade förbi sina rivaler och segrade med tre och en kvarts längd över Poet's Word.
Under hösten startade Roaring Lion i Irish Champion Stakes den 15 september på Leopardstown Racecourse. Även här mötte han Saxon Warrior (för sjätte gången). I löpet knappade Roaring Lion in på ledande Saxon Warrior, och lyckades i de sista stegen komma förbi och segra med en hals.
Roaring Lion siktades mot ett av de stora löpen på British Champions' Day på Ascot den 20 oktober, och han kom så småningom att starta i Queen Elizabeth II Stakes över en mile, istället för Champion Stakes. Han startade som spelfavorit före Recoletos och Laurens. Roaring Lion tog ledningen efter halva löpet, och lyckades hålla undan från det irländska stoet I Can Fly, och segrade med en hals. Efter löpet tillkännagavs det att Roaring Lion skulle avsluta sin karriär i slutet av året, för att istället vara verksam som avelshingst på Tweenhills Stud i Gloucestershire.
För sitt sista löp i karriären skickades Roaring Lion till USA för att tävla i Breeders' Cup Classic på dirttrack på Churchill Downs den 3 november. Efter att ha legat i mitten av fältet under större delen av löpet, tröttnade sedan Roaring Lion, och slutade sist av de fjorton hästarna.
Vid 2018 års Cartier Awards utsågs Roaring Lion till Champion Three-year-old Colt och European Horse of the Year. I 2018 World's Best Racehorse Rankings, rankades Roaring Lion som den bästa treåringen i världen och den fjärde bästa hästen oavsett ålder eller kön.

### Som avelshingst
Roaring Lion stallades upp som avelshingst på Tweenhills Stud i Gloucestershire 2019. Senare under 2019, efter att ha betäckt 133 ston i Europa, transporterades han till Cambridge Stud i Nya Zeeland för södra halvklotets avelssäsong. I början av augusti, kort efter att ha lämnat karantänen, blev Roaring Lion allvarligt sjuk i hästkolik och opererades två gånger för att avlägsna delar av tunntarmen. Den 23 augusti fick han ytterligare en kolikanfall och avlivades på djursjukhuset Cambridge Equine.

## Stamtavla
| Efter Kitten's Joy (USA) 2001 | El Prado (IRE) 1989       | Sadler's Wells  | Northern Dancer              |
| Efter Kitten's Joy (USA) 2001 | El Prado (IRE) 1989       | Sadler's Wells  | Fairy Bridge                 |
| Efter Kitten's Joy (USA) 2001 | El Prado (IRE) 1989       | Lady Capulet    | Sir Ivor                     |
| Efter Kitten's Joy (USA) 2001 | El Prado (IRE) 1989       | Lady Capulet    | Cap and Bells                |
| Efter Kitten's Joy (USA) 2001 | Kitten's First (USA) 1991 | Lear Fan        | Roberto                      |
| Efter Kitten's Joy (USA) 2001 | Kitten's First (USA) 1991 | Lear Fan        | Wac                          |
| Efter Kitten's Joy (USA) 2001 | Kitten's First (USA) 1991 | That's My Hon   | L'Enjoleur                   |
| Efter Kitten's Joy (USA) 2001 | Kitten's First (USA) 1991 | That's My Hon   | One Lane                     |
| Undan Vionnet (USA) 2009      | Street Sense (USA) 2004   | Street Cry      | Machiavellian                |
| Undan Vionnet (USA) 2009      | Street Sense (USA) 2004   | Street Cry      | Helen Street                 |
| Undan Vionnet (USA) 2009      | Street Sense (USA) 2004   | Bedazzle        | Dixieland Band               |
| Undan Vionnet (USA) 2009      | Street Sense (USA) 2004   | Bedazzle        | Majestic Legend              |
| Undan Vionnet (USA) 2009      | Cambiocorsa (USA) 2002    | Avenue of Flags | Seattle Slew                 |
| Undan Vionnet (USA) 2009      | Cambiocorsa (USA) 2002    | Avenue of Flags | Beautiful Glass              |
| Undan Vionnet (USA) 2009      | Cambiocorsa (USA) 2002    | Ultrafleet      | Afleet                       |
| Undan Vionnet (USA) 2009      | Cambiocorsa (USA) 2002    | Ultrafleet      | Social Conduct (Family: 9-f) |